# Walter Raeke

Walter Raeke

Walter Raeke (* 18. Oktober 1878 in Charlottenburg; † 24. Mai 1959 in Hamburg) war ein deutscher Jurist und Abgeordneter der Hamburgischen Bürgerschaft und des Reichstags während der Zeit des Nationalsozialismus.

## Ausbildung und Beruf
Walter Raeke besuchte das humanistische Gymnasium Berlin-Lichterfelde, studierte Rechtswissenschaft und schloss mit dem zweiten Staatsexamen 1906 in Berlin ab. Während seines Studiums wurde er 1897 Mitglied der Burschenschaft Germania Berlin; 1919 Mitglied der Burschenschaft Germania Hamburg. Er wurde 1910 in Stepenitz in Pommern zum Rechtsanwalt zugelassen. Im Ersten Weltkrieg war er in der Verwaltung von Kriegsgefangenenlagern tätig. Ab 1919 war er als Rechtsanwalt beim Oberlandesgericht Hamburg zugelassen. Von 1931 bis 1933 war er Mitglied des Landtags in Hamburg.
Raeke stimmte in politischen Dingen völlig mit der NSDAP überein. Er war antisemitisch und antidemokratisch eingestellt und sah Deutschland zu Unrecht durch den Vertrag von Versailles geknebelt.

## Zeit des Nationalsozialismus
Zum 1. September 1929 trat er der NSDAP bei (Mitgliedsnummer 156.429). Von 1930 bis 1933 war er Vorsitzender des Gaus Hamburg des Bundes Nationalsozialistischer Deutscher Juristen (BNSDJ). 1931 wurde Raeke Abgeordneter für die NSDAP in der Hamburgischen Bürgerschaft.
1933 stieg Raeke auf. Er wurde für die Wahl im November 1933 von Hitler zum Reichstagsabgeordneten ernannt und blieb es bis 1938. Raeke wurde auch Mitglied der Akademie für Deutsches Recht. Er war bei der Auflösung und der Gleichschaltung des Deutschen Anwaltvereins DAV, der wichtigsten juristischen Berufsvereinigung, beteiligt. Im September 1933 wurde Raeke zum Vorsitzenden des DAV ernannt. Danach überführte er ihn auf Befehl von Hans Frank als Reichsfachgruppe Rechtsanwälte in den Bund Nationalsozialistischer Deutscher Juristen und löste ihn auf. Als Leiter des BNSDJ wurde Raeke auch Herausgeber des Anwaltsblattes, das in Mitteilungsblatt der Reichsfachgruppe Rechtsanwälte des BNSDJ umbenannt wurde. Als Reichfachsgruppenleiter wurde Raeke auch zum Herausgeber der wichtigsten Rechtsanwaltpublikation der Juristischen Wochenschrift ernannt.
Raeke war seit Beginn des Jahres 1933 damit beschäftigt, die Ziele der nationalsozialistischen Rechtspolitik durchzusetzen. Das war in erster Linie die Abschaffung des demokratischen Rechtsstaates und die Vertreibung jüdischer und demokratischer Juristen.  Aber es ging auch gegen nationalsozialistische Konkurrenten um die Macht. So äußerte vermutlich Raeke nach den Morden der 30. Juni 1934 in einem nicht namentlich gekennzeichneten Einleitungsartikel der Juristischen Wochenschrift vom 4. August 1934 unter anderem:

„Das Volk ist seinem Führer in tiefster Seele dankbar für die befreiende Tat v. 30 Juni Juni. Noch mehr aber ist es, was der Führer mit dieser Tat und seiner großen Rede vom 13. Juli dem deutschen Juristen als "Rechtswahrer" gegeben hat.“

Raeke übernahm auch unter dem Leiter des Reichsrechtsamtes der NSDAP Hans Frank die Stellung des Leiters des Amtes für Rechtsbetreuung des deutschen Volkes. Sein Stellvertreter dort war  Friedrich Grimm.
Seiner Verdienste wegen ernannte ihn Hans Frank 1935 zu seinem ständigen Stellvertreter in der Leitung der Deutschen Rechtsfront und des Reichsrechtsamtes. In dieser Funktion konnte sich Raeke Reichsinspekteur des BNSDJ und der Deutschen Rechtsfront nennen.
1937 hatte die Karriere Raekes ein jähes Ende. Am 16. Juni entband ihn Frank von allen Ämtern und am 27. Oktober wurde er aus dem NSRB, der Nachfolgeorganisation des BNSDJ ausgeschlossen. Es hatte sich herausgestellt, dass Raeke bis 1933 Mitglied einer Freimaurerloge gewesen war. Damit hatte Raeke gegen ein zentrales Ziel der Nationalsozialisten verstoßen. Denn die Freimaurer wurden ähnlich wie die Juden von den Nationalsozialisten von Anfang an aufs Schärfste bekämpft. Nach 1945 durfte Raeke nicht wieder als Anwalt arbeiten.

## Veröffentlichungen
- Der Widerruf der Schenkung nach gemeinem Recht und Bürgerlichem Gesetzbuche, Berlin: B. Paul 1900 (Universität Rostock, Juristische Dissertation vom [31. Dezember] 1900)
- Die Entscheidungen des Ehrengerichtshofs fuer deutsche Rechtsanwaelte Band XXVII,  Jahr 1933. Hrsg. von dem Reichsfachgruppenleiter der Berufsgruppe Rechtsanwälte des Bundes Nationalsozialistischer Deutscher Juristen, Rechtsanwalt Dr. Walter Raeke, Brandstätter, Berlin 1934.
- Mitgliederverzeichnis des Bundes Nationalsozialistischer Deutscher Juristen e. V. Reichsfachgruppe Rechtsanwälte, hrsg. im Auftrage der Reichsgeschäftsstelle des Bundes Nationalsozialistischer Deutscher Juristen von dem Reichsfachgruppenleiter Rechtsanwalt Dr. Walter Raeke, M.d.R.,  für 1934, Moeser, Leipzig 1934 und für das Jahr 1935, Deutscher Rechts- u. Wirtschafts-Wissenschaft Verlags-Ges. m.b.H., Berlin 1935.